# Avellanosa de Muñó
Avellanosa de Muñó település Spanyolországban, Burgos tartományban. Avellanosa de Muñó Villafruela, Espinosa de Cerrato, Royuela de Río Franco, Tordómar, Lerma, Quintanilla de la Mata és Iglesiarrubia községekkel határos. Lakosainak száma 96 fő (2024).

## Népesség
A település lakosságának változását az alábbi diagram mutatja:
| Lakosok száma | 161  | 145  | 142  | 136  | 127  | 118  | 115  | 108  | 103  | 96   |
|               | 2001 | 2004 | 2006 | 2009 | 2011 | 2014 | 2016 | 2019 | 2021 | 2024 |